# 3975 Verdi
3975 Verdi este un asteroid din centura principală, descoperit pe 19 octombrie 1982 de Freimut Börngen.